# Stazione meteorologica di Fermo
La stazione meteorologica di Fermo è la stazione meteorologica di riferimento relativa alla città di Fermo.

## Coordinate geografiche
La stazione meteo si trova nell'Italia centrale, nelle Marche, in provincia di Fermo, nel comune di Fermo, a 319 m s.l.m. e alle coordinate geografiche 43°09′N 13°43′E.

## Dati climatologici
In base alla media trentennale di riferimento 1961-1990, la temperatura media del mese più freddo, gennaio, si attesta a +5,2 °C; quella del mese più caldo, agosto, è di +23,5 °C.
Le precipitazioni medie annue superano i 1.100 mm, distribuite mediamente in 98 giorni, e presentano un minimo relativo in estate, un picco in autunno e un massimo secondario in primavera molto accentuati.
| Fermo                      | Mesi | Mesi | Mesi | Mesi | Mesi | Mesi | Mesi | Mesi | Mesi | Mesi | Mesi | Mesi | Stagioni | Stagioni | Stagioni | Stagioni | Anno  |
| Fermo                      | Gen  | Feb  | Mar  | Apr  | Mag  | Giu  | Lug  | Ago  | Set  | Ott  | Nov  | Dic  | Inv      | Pri      | Est      | Aut      | Anno  |
| -------------------------- | ---- | ---- | ---- | ---- | ---- | ---- | ---- | ---- | ---- | ---- | ---- | ---- | -------- | -------- | -------- | -------- | ----- |
| T. max. media (°C)         | 7,5  | 8,4  | 11,0 | 15,2 | 19,6 | 24,0 | 27,1 | 27,2 | 23,4 | 17,4 | 12,0 | 9,3  | 8,4      | 15,3     | 26,1     | 17,6     | 16,8  |
| T. min. media (°C)         | 2,8  | 3,8  | 5,4  | 9,2  | 13,1 | 17,0 | 19,7 | 19,7 | 16,9 | 11,9 | 7,6  | 4,8  | 3,8      | 9,2      | 18,8     | 12,1     | 11,0  |
| Precipitazioni (mm)        | 95   | 93   | 123  | 79   | 91   | 85   | 62   | 49   | 82   | 121  | 150  | 134  | 322      | 293      | 196      | 353      | 1 164 |
| Giorni di pioggia          | 9    | 10   | 10   | 8    | 9    | 7    | 5    | 5    | 6    | 9    | 12   | 8    | 27       | 27       | 17       | 27       | 98    |
| Umidità relativa media (%) | 84   | 82   | 81   | 78   | 72   | 71   | 66   | 68   | 74   | 80   | 86   | 86   | 84       | 77       | 68,3     | 80       | 77,3  |